# Retrato de Paul Éluard
Retrato de Paul Éluard es un cuadro realizado por el pintor español Salvador Dalí en 1929. La obra está hecha mediante la técnica del óleo sobre cartón, es de estilo surrealista y sus medidas son 33 x 25 cm. 
Se trata, como indica el nombre de la pintura, de un retrato del poeta francés Paul Éluard. Con la obra, Dalí quiso "perpetuar la fisonomía del poeta al cual había arrebatado una de las musas de su Olimpo" (refiriéndose a Gala, mujer del poeta que había iniciado una relación con Dalí). El poeta aparece retratado como una escultura  en la piedra y suspendida en el aire sobre un paisaje casi desolado. El cuadro fue pintado al mismo tiempo que El gran masturbador, con el que comparte varios elementos simbólicos como el saltamontes, el rostro ceroso o la cabeza de león rugiente.
El 10 de febrero de 2011, el cuadro fue vendido en una subasta de la casa Sotheby's a un comprador anónimo por 13,48 millones de libras (lo que equivale a 21,68 millones de dólares o 15,9 millones de euros). Este es el precio más alto por el que se ha vendido una obra de Salvador Dalí.